# Hans Kammler
Hans Friedrich Karl Franz Kammler (ur. 26 sierpnia 1901 w Szczecinie, uznany za zmarłego w dniu 9 maja 1945 wyrokiem sądu okręgowego dla dzielnicy Berlin-Charlottenburg z dnia 7 września 1948 – faktyczna data śmierci nigdy nie ustalona) – niemiecki konstruktor i wysokiej rangi oficer SS i generał Waffen-SS. Nadzorował najważniejsze projekty budowlane SS, od wiosny 1945 szef tajnych badań nad tzw. Wunderwaffe. Jeden z największych hitlerowskich zbrodniarzy, odpowiedzialny m.in. za rozbiórkę warszawskiego getta w 1943, usprawnienie komór gazowych i krematoriów w obozach zagłady oraz wymordowanie w latach 1943–1945 więźniów obozu koncentracyjnego Mittelbau-Dora. Nigdy nie osądzony.

## Młodość
Hans Kammler urodził się w rodzinie niemieckiego oficera – płk. Franza Kammlera. W latach 1908–1919 odebrał staranne wykształcenie. W styczniu 1919 został absolwentem gimnazjum humanistycznego w Gdańsku. W lutym tego roku wstąpił do 2 Pułku Huzarów, jednak jednostka ta była już w stanie demobilizacji. W tej sytuacji Kammler przeniósł się w lipcu do jednego z Freikorpsów, który działał nad granicą polsko-niemiecką. Jesienią rozpoczął studia z budownictwa na Wyższej Szkole Technicznej w Gdańsku, które ukończył jako inżynier budownictwa w 1923. W następnych latach Kammler pracował w zawodzie. W 1930 ożenił się z Juttą Horn, z którą doczekał się kilkorga dzieci. W latach 1931–1933 pracował w berlińskiej Stiftung zur Förderung von Bauforschungen (Fundacja na Rzecz Rozwoju Techniki Budowlanej). W tym czasie uzyskał stopień doktora w dziedzinie budownictwa na politechnice w Hanowerze.

## Kariera w SS
Z upływem lat wzrastał nacjonalizm Kammlera, potęgowany jeszcze przez problemy gospodarcze i polityczne w Niemczech. Pod wpływem zdobywającej coraz więcej zwolenników ideologii nazistowskiej architekt zdecydował się wstąpić w marcu 1932 do NSDAP, a 20 maja 1933 także do SS. Do 1936 był szefem berlińskiego Wydziału Mieszkalnictwa i Osadnictwa NSDAP. W 1936 Kamler awansował na Untersturmführera-SS (podporucznika) i został referentem do spraw budownictwa w Ministerstwie Lotnictwa III Rzeszy. Do 1939 Kammler awansował w hierarchii urzędniczej, obejmując ostatecznie urząd szefa grupy konstrukcyjnej w Ministerstwie Lotnictwa.
Od 1 sierpnia 1940 – już jako standartenführer SS (pułkownik) – do maja 1941 Kammler pracował w Głównym Urzędzie Administracji i Gospodarki SS, skąd przeniósł się do Głównego Urzędu Gospodarki i Budownictwa. Następnie objął wysokie stanowisko w tzw. Amtsgruppe C (odpowiedzialnym za budownictwo) w nowo powstałym Głównym Urzędzie Gospodarki i Administracji SS. Na nowym stanowisku do najważniejszych zadań Kammlera należało nadzorowanie wszystkich projektów związanych z budową obozów koncentracyjnych oraz wykorzystania w nich krematoriów i komór gazowych. Z tego powodu zaczęto go nazywać „technokratą zniszczenia”. W tym czasie Kammler osiągnął „sukces” w postaci udoskonalenia krematoriów w Auschwitz-Birkenau dla osiągnięcia ich większej wydajności. Współpracował także z administracją odpowiedzialną m.in. za funkcjonowanie obozów w Treblince, Bełżcu i Sobiborze.
Kariera Kammlera znów zaczęła przyspieszać i w latach 1941–1942 awansował on kolejno na: oberführera SS („starszy” pułkownik) i brigadeführera SS (generał brygady), a jednocześnie na Generalmajora w Waffen-SS (odpowiednik brigadeführera SS).

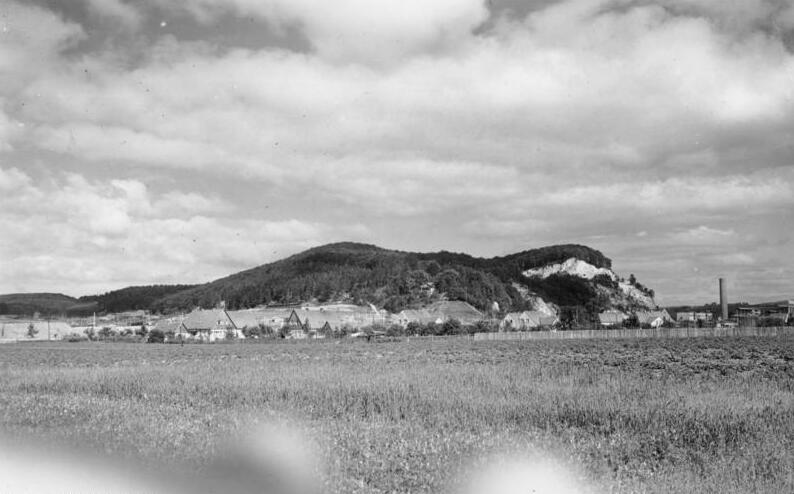
Góra Kohnstein, dokąd Kammler przeniósł produkcję rakiet V-1 i V-2

Wiosną 1943 Kammlera skierowano do rozebrania – faktycznie siłowej likwidacji – getta w Warszawie. Następnie rozpoczął on pracę nad rakietami typu V2. Jeszcze w tym samym roku Heinrich Himmler mianował go Specjalnym Przedstawicielem Dowódcy SS przy programie V2. Spowodowało to konflikt z ministrem uzbrojenia i amunicji, Albertem Speerem, który dotychczas samodzielnie kierował projektem. Kammler tymczasem stał się wtedy pomysłodawcą przeniesienia linii produkcyjnych do podziemnych sztolni i fabryk, drążonych w górze Kohnstein w Turyngii. W ten sposób rozpoczął się proces eksterminacji więźniów w – założonym pod Nordhausen przez samego Kammlera – obozie Mittelbau-Dora, których bezlitośnie wykorzystywał. Z pomysłu brigadeführera wydrążono i uruchomiono w 1944 także jeden z największych i najnowocześniejszych podziemnych kompleksów, który zlokalizowano w pobliżu obozu Mauthausen-Gusen w obecnej środkowo-północnej Austrii.

## Koniec wojny
30 stycznia 1944 Kammler otrzymał kolejny awans, został gruppenführerem SS i generalleutnantem Waffen-SS (były to rangi odpowiednio: generała porucznika i generała dywizji). W sierpniu 1944 Kammlerowi powierzono odpowiedzialność za użycie rakiet V2. W tym czasie przeprowadził on liczne ostrzały Londynu, Paryża, Brukseli oraz Antwerpii. Z uwagi jednak na szybkie postępy aliantów, Kammler musiał wkrótce przenieść się za Ren.
Podczas odwrotu, Kammler natknął się na spory zator, wywołany przez zagranicznych pracowników przymusowych w pobliżu miasteczka Warstein w Nadrenii Północnej-Westfalii. Ponieważ lokalne władze były bezradne, Kammler wydał rozkaz rozstrzelania części pracowników w Arnsberger Wald (Masakra w Lesie Arnsberskim). W wyniku tego śmierć poniosło 208 osób.
1 marca 1945 Kammler otrzymał ostatnie awanse na: obergruppenführera SS i generała Waffen-SS. Rozkazem Adolfa Hitlera z 27 marca Hans Kammler został mianowany pełnomocnikiem führera ds. samolotów o napędzie odrzutowym. Od tej chwili Kammlerowi podlegały: produkcja samolotów, budowa odpowiednich dla nich lotnisk oraz przerzut wyprodukowanych jednostek na lotniska. Formalnie też po raz kolejny Kammler został zwierzchnikiem A. Speera, a dodatkowo także dowódcy Luftwaffe, Hermanna Göringa. Z uwagi jednak na dramatyczną sytuację państwa roszada ta nie mogła już nic zmienić. Sam Kammler uwięził naukowców, z którymi współpracował i postanowił spróbować porozumienia z Amerykanami: nowe technologie w zamian za wolność. Do tego samego namawiał Speera, ale ten odmówił.

## Zniknięcie Kammlera
W końcu kwietnia urywają się ślady Kammlera. 23 kwietnia jego obecność jest jeszcze poświadczona w Ebensee, a 4 maja miał być obecny w Pradze, ale jest to już wątpliwe. Ostatnią dość pewną informacją jest, że 24 kwietnia odmówił Göringowi przysłania mu olbrzymiego samolotu transportowo-bombowego Ju 390. W związku z tym istnieje domniemanie, że na pokładzie tego samolotu wywiózł on jeden z prototypów nowego myśliwca.
Zagadkowa jest zwłaszcza domniemana śmierć obergruppenführera Hansa Kammlera. W ciągu kilkunastu lat po zakończeniu wojny pojawiło się bowiem kilka wersji jego śmierci:
- żona Kammlera, Jutta, w lipcu 1945 przytoczyła oświadczenie kierowcy męża, Kurta Preuka, jakoby ten widział zwłoki Kammlera 9 maja – taką datę przyjął też ostatecznie sąd okręgowy dla dzielnicy Berlin-Charlottenburg 7 września 1948;
- we wrześniu 1965 inaczej zeznawał adiutant Kammlera, Heinz Zeuner, który przyznał, że Kammler nie żył 7 maja 1945 i że był przy tym również Preuk; w tej wersji Kammler też miał umrzeć na skutek zażycia cyjanku potasu;
- powyższa wersja kłóci się z wcześniejszym zeznaniem Zeunera, który twierdził, że na osobistą prośbę Kammlera sam go zastrzelił. Sam Zeuner jest zaś mało wiarygodny, bowiem prawdopodobnie już 2 maja został ujęty przez Amerykanów;
- pojawiła się także wersja, że z Ebensee Kammler pojechał odwiedzić żonę, przebywającą gdzieś w Tyrolu. Stamtąd dopiero miał udać się do Pragi. Było to jednak niemożliwe, ponieważ 4 maja amerykańskie dywizje (44., 88. i 103.) opanowały rejon Tyrolu, a działania prowadziły tam już nieco wcześniej. W tej sytuacji prawdopodobnie Kammler dostałby się do niewoli;
- w jeszcze innej wersji Kammler organizował obronę jednego z bunkrów w Pradze i aby nie dostać się w ręce Rosjan został zastrzelony przez sturmbannführera Starcka;
- równocześnie nie da się wykluczyć, że Kammler albo zrealizował swój plan i porozumiał się z Amerykanami, albo zdołał się przedostać do Ameryki Południowej.

## Tajna broń Hitlera

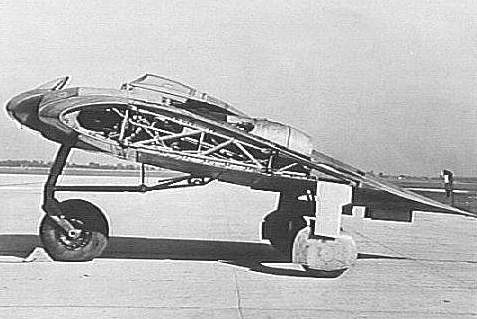
Egzemplarz Hortena Ho 29 na lotnisku

W związku z szerokimi kompetencjami, jakie Kammler otrzymał w marcu 1945, musiał on także czuwać nad tajnymi projektami tzw. Wunderwaffe. Były to plany kilkunastu pojazdów powietrznych oraz m.in. broni atomowej, które miały przynieść zwycięstwo III Rzeszy. Pracował nad nimi zespół naukowców, nad którymi w ostatnim okresie czuwał Kammler. Część z ich projektów udało się zrealizować przed kapitulacją, jak np. słynny myśliwiec Horten Ho 229. Inne z technologii zaczęli opracowywać Amerykanie, którzy większość naukowców umieścili w ośrodkach na terytorium USA; przykładem jest nawiązujący do Ho 229 amerykański bombowiec strategiczny Northrop B-2 Spirit.

## Odznaczenia
- Krzyż Żelazny I klasy – 1939
- Krzyż Żelazny II klasy – 1939
- Wojenny Krzyż Zasługi z Mieczami I klasy
- Wojenny Krzyż Zasługi z Mieczami II klasy
- Niemiecki Złoty Krzyż
- Krzyż Rycerski Wojennego Krzyża Zasługi z Mieczami (1 lutego 1945)
- Szpada honorowa SS
- Pierścień Honorowy SS
- Odznaka Honorowa Muru Ochronnego
- Srebrna Niemiecka Odznaka Jeździecka
- Medal Pamiątkowy 1 października 1938